# Myllaena minuta
Myllaena minuta – gatunek chrząszcza z rodziny kusakowatych i podrodziny rydzenic. Zamieszkuje Europę i Syberię.

## Taksonomia
Gatunek ten opisany został po raz pierwszy w 1806 roku przez Johanna L.Ch.C. Gravenhorsta pod nazwą Aleochara minuta.

## Morfologia
Chrząszcz o wydłużonym, łódkowatym w zarysie ciele długości od 1,4 do 1,8 mm. Ubarwienie ma ciemnobrązowe do czarnego z żółtobrązowymi nasadami czułków i brązowożółtymi, często miejscami przyciemnionymi odnóżami. Wierzch ciała gęsto porastają jedwabiście połyskujące włoski oraz gęsto rzeźbią bardzo drobne punkty. Czułki są smuklejsze niż u M. gracilis, co najwyżej nieznacznie ku wierzchołkom pogrubione; człony w środkowej ich części nie są wyraźnie dłuższe niż szerokie. Przedplecze jest znacznie szersze od głowy, najszersze za środkiem długości i niezwężające się stamtąd wyraźnie ku tyłowi. Owłosienie na jego powierzchni kieruje się prosto ku tyłowi. Długość pokryw jest mniej więcej równa długości przedplecza. Odwłok zwęża się silnie od nasady ku tyłowi. Powierzchnię ma zwykle nieco słabiej połyskującą niż u M. infuscata.

## Ekologia i występowanie
Owad rozmieszczony od nizin po góry, gdzie nie przekracza jednak górnej granicy lasu. Silnie wilgociolubny. Zasiedla torfowiska, młaki, podmokłe łąki i mokradła. Bytuje wśród detrytusu, mokrych torfowców, pod opadłymi liśćmi i gnijącymi szczątkami roślinnymi.
Gatunek palearktyczny, znany z Portugalii, Hiszpanii, Irlandii, Wielkiej Brytanii, Francji, Belgii, Holandii, Niemiec, Szwajcarii, Austrii, Włoch, Danii, Szwecji, Norwegii, Finlandii, Estonii, Łotwy, Litwy, Polski, Czech, Słowacji, Węgier, Ukrainy, Chorwacji, Bośni i Hercegowiny, Grecji oraz europejskiej i syberyjskiej części Rosji.